# Società Sportiva Lazio Hockey
La S.S. Lazio Hockey è una squadra di hockey su prato di Roma militante nel campionato di Serie A Élite.
Fa parte della Società Sportiva Lazio.

## Storia
Fondata nel 1959, ha visto i suoi anni d'oro tra gli anni '90 e gli anni 2000, durante i quali ha vinto ben quattro Coppe Italia e uno scudetto nel 2005. Nel 2010 il presidente Roberto Brocco decide di riunire sotto un'unica società sia il settore maschile che quello femminile, fino ad allora divisi in due differenti gestioni. Nel 2018 la squadra allenata da Luca Angius viene promossa in Serie A2 per poi tentare la scalata all'A1, che sarà conquistata nel giugno del 2021 nelle finali di Pistoia
La sezione femminile milita nel campionato di Serie A Élite. 
La società ha ottenuto anche moltissimi traguardi nelle competizioni giovanili, sia a livello maschile sia a livello femminile.

## Palmarès

### Competizioni nazionali

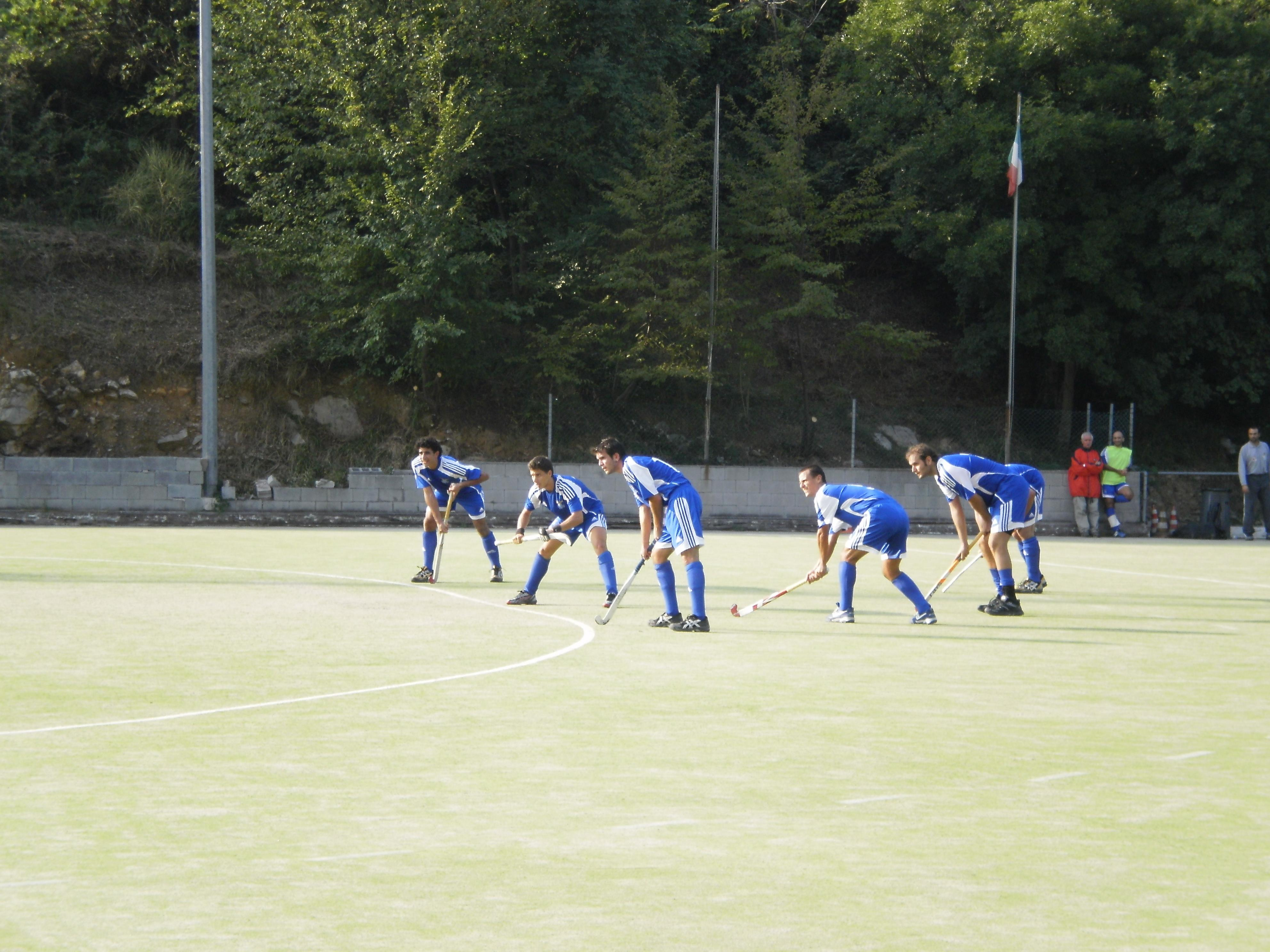
Giocatori della Lazio in procinto di battere un corner corto

- Scudetto: 1

2004-05
- Coppa Italia: 4

1990-91, 1995-96, 2000-01, 2005-06

### Competizioni giovanili
- Campionato italiano Under-14: 1

2015
- Campionato italiano Under-18: 1

2019,
- Campionato italiano Under-21 Femminile: 1

2021
- Campionato italiano Under-12 Femminile: 1

2021
- Campionato italiano Under-14 Femminile: 2

2022, 2023

## Altre attività
- Hockey 4 All: progetto nato dalla Lazio Hockey (da anni impegnata nell’integrazione delle persone con disabilità) in collaborazione con la Federazione Italiana Hockey, supportata dal Circolo Canottieri Lazio e soggetta a direzione e coordinamento della Regione Lazio.

## Onorificenze
- Stella d'Oro al Merito Sportivo: 2014[1]